# Egernia
Egernia es un género de escincos (Scincidae) de la subfamilia Egerniinae que se encuentra en Australia. Estos escincos son omnívoros diversos que habitan en una amplia gama de hábitats . Sin embargo, en la delimitación flexible (que incorpora unas 30 especies), el género no es monofilético sino un grado evolutivo, como se ha sospechado durante mucho tiempo debido a su falta de apomorfias características.
Algunos de los escincos tradicionalmente colocados en Egernia parecen estar entre los reptiles escamados más inteligentes. Se ha demostrado que pueden distinguir entre parientes y congéneres no relacionados, y pueden reconocer parientes individualmente. Varias especies forman vínculos de pareja monógamos. Por ejemplo, Egernia saxatilis es una especie que puede realizar una discriminación de parentesco basada en el olor y formar lazos de pareja monógamos y una estructura de familia nuclear. La mayoría de estas especies pertenecen a Egernia sensu stricto, y también se conoce un comportamiento similar en el escinco de las Islas Salomón relacionado (Corucia zebrata). Esto último significa que la alta inteligencia y las habilidades sociales son probablemente plesiomórficas para el grupo del género Egernia en su conjunto, y que la especie solitaria parece haber evolucionado para volverse menos inteligente y social nuevamente. Sin embargo, aún puede ser que el comportamiento inteligente sea una homoplasia que evolucionó varias veces en el grupo género Egernia; el hecho de que Corucia sea un género monotípico y bastante distinto hace que sea imposible decidir en la actualidad.

## Especies
Según The Reptile Database:
- Egernia cunninghami (Gray, 1832)
- Egernia cygnitos Doughty, Kealley & Donnellan, 2011
- Egernia depressa (Günther, 1875)
- Egernia douglasi Glauert, 1956
- Egernia eos Doughty, Kealley & Donnellan, 2011
- Egernia epsisolus Doughty, Kealley & Donnellan, 2011
- Egernia formosa Fry, 1914
- Egernia hosmeri Kinghorn, 1955
- Egernia kingii (Gray, 1838)
- Egernia mcpheei Wells & Wellington, 1984
- Egernia napoleonis (Gray, 1838)
- Egernia pilbarensis Storr, 1978
- Egernia richardi (Peters, 1869)
- Egernia roomi Wells and Wellington, 1985
- Egernia rugosa De Vis, 1888
- Egernia saxatilis Cogger, 1960
- Egernia stokesii (Gray, 1845)
- Egernia striolata (Peters, 1870)